# Ольгино (Львовское муниципальное образование)
Ольгино — село в Аркадакском районе Саратовской области России.
Село входит в состав Львовского сельского поселения.

## История
Село названо в честь владелицы села Ольги Талызиной, так же собственности соседнего села Крутец. На подаренную ей землю она переселила крестьян из соседних сел Крутец, Полухино, Львовка. Согласно «Списку населенных мест Российской империи по сведениям 1859 года» Саратовская губерния, Балашовский уезд, стан 1: деревня Ольговка владельческая, при пруде, число дворов - 49, жителей мужского пола - 196, женского пола - 199. На 1911 год деревня входит в Балашовский уезд, Крутцовская волость. Согласно "Списку населенных мест Саратовской губернии по сведениям на 1911 год", деревня Ольгино (Ольговка) бывшая владельческая г. Талызиной; число дворов - 97, жителей мужского пола - 398, женского пола - 404, всего – 802. 
В 30-е годы XX века на территории Ольгинского сельского Совета была организована сельхозартель "имени Калинина", объединившая 120 дворов.

## Население
| 2010 |
| ---- |
| 3    |